# Cotton (motocicletas)
La Cotton Motor Company, fue un fabricante británico de motocicletas localizado en el 11a de Bristol Road, Gloucester, fundado en 1918 por Frank Willoughby Cotton, quien presidió la empresa hasta su jubilación en 1953. La compañía se reconstituyó posteriormente como E. Cotton (Motorcycles) Ltd y operó hasta 1980.
La marca fue recuperada posteriormente a finales de la década de 1990 por una empresa que fabricaba réplicas de máquinas antiguas.
Actualmente, la marca comercial Cotton The Motorcycle Masterpiece pertenece a una empresa internacional.

## El cuadro triangulado
En 1913, FW Cotton se había involucrado en distintas pruebas y competiciones de escalada motorísticas, y reconoció las limitaciones del diseño de «cuadro de diamante», similar al de una bicicleta. Diseñó el suyo propio e hizo que Levis fabricara algunas muestras. En 1914, patentó el «cuadro triangulado» para proteger su diseño, que fue una característica de Cotton hasta la Segunda Guerra Mundial. Tras el comienzo de la Primera Guerra Mundial, no fue hasta 1918 cuando se fundó la Cotton Motor Company; la primera motocicleta Cotton apareció en 1920.

### Stanley Woods y el TT
En 1922, Stanley Woods pilotó una Cotton con motor Blackburne hasta el quinto lugar en el Tourist Trophy Junior de 350 cc, y al año siguiente, ganó el TT de la Isla de Man de 1923, a 55,73 millas por hora (89,7 km/h) de media, mejorando el tiempo del piloto de Douglas, ganador del Senior TT de 500 cc, con un promedio de 53,15 millas por hora (85,5 km/h). Las motocicletas de Cotton ocuparon un segundo y tercer lugar en el Ultra Lightweight TT y un segundo en el Lightweight TT. Solo lograron un segundo lugar en el Junior TT de 1925 y un segundo lugar en el Lightweight TT de peso ligero, pero en las carreras de 1926, otorgaron los tres primeros lugares en el TT de peso ligero. Estas victorias ayudaron a establecer a Cotton como una máquina de carreras ganadora, con un manejo excepcional para su época.

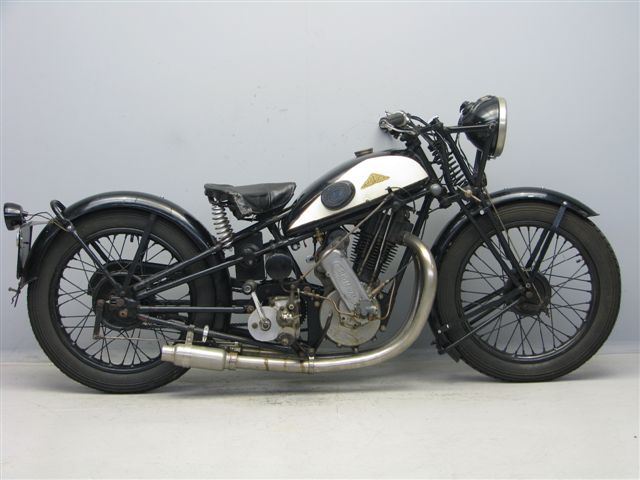
Moto Cotton M25 Blackburne 500 cc OHV de 1928.

La victoria de 1923, y la consiguiente cartera de pedidos completa, permitieron el traslado a nuevas instalaciones, Vulcan Works en Quay Street, Gloucester. En 1927 se modificaron las dimensiones del cuadro.

### Gama de motores y modelos
Cuando llegó la Gran Depresión, Cotton respondió ofreciendo una gama más amplia de motores en su cuadro patentado, generalmente con cajas de cambios Burman.
En 1930, las opciones de motor eran:
- 247 cc; motor Villiers de dos tiempos
- 295 cc, 348 cc y 495 cc; motores Blackburne de cuatro tiempos con válvulas laterales
- 348 cc y 495 cc; motores Blackburne OHV
- 292 cc, 348 cc y 495 cc; motores JAP OHV

Los motores de cuatro tiempos estaban disponibles con el escape en «saluda única» o «salida doble».
- En 1931, los motores de válvulas laterales Blackburne desaparecieron, reemplazados por los Rudge-Python de 348 cc y 499 cc; y un motor Sturmey-Archer entró en la gama.
- En 1932, todos los modelos tenían tanques de asiento y se agregaron motores JAP de válvulas laterales. Había dos modelos de 150 cc, un sv JAP y un Villiers de dos tiempos. El modelo de mayor capacidad utilizó un motor de 596 cc OHV Blackburne. Había una opción de tres marcas de motor OHV, una de válvula lateral y una de dos tiempos.
- Para 1933, la gama incluía un motores de dos tiempos y 250 cc Villiers, JAP de válvulas laterales, JAP OHV y Python OHV. La gama de Cotton estaba formada por 17 modelos.
- Para 1934 se agregaron motores de 150 y 250 cc, Blackburne OHV y motores JAP OHV de 245 cc y 596 cc. Esto aumentó la gama a 19 modelos.
- En 1935, los motores Python y JAP de válvulas laterales desaparecieron, pero con una nueva opción de encendido por bobina o magneto, Cotton todavía podía ofrecer 16 modelos.
- En 1936 presentaron unas «super sport» con un motor 500 cc JAP y con motor Blackburne 25B.
- En 1937, el único motor Blackburne disponible era un 250 cc OHV. Había tres nuevos diseños con árbol de levas en cabeza, modelos con motores de 250, 350 y 500 cc JAP, con caja de cambios de cuatro velocidades con palanca en el pie.
- En 1938 el modelo de 150 cc cambió de JAP a motores Blackburne de series anteriores sin usar. La propia Blackburne había cesado la producción.
- En 1939 no había modelo de 150 cc.

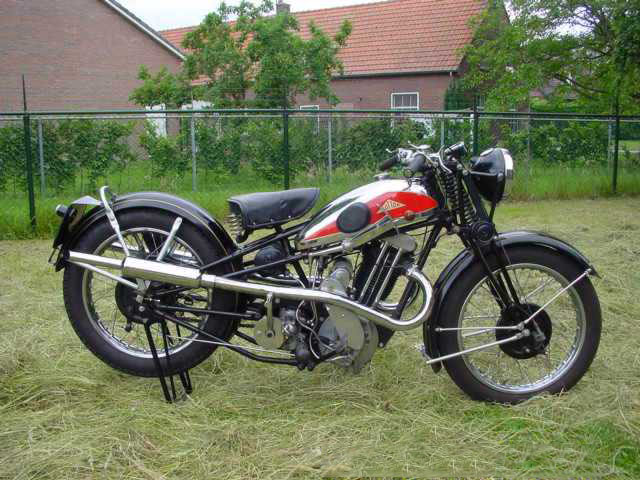
Moto Cotton motor JAP 600 cc de 1937

En 1939, JAP cambió su gama de motores, introduciendo nuevos 500 cc y 600 cc, sin tubo de varilla de empuje externo, y con aletas hasta la base. Se utilizaron resortes de válvula de horquilla externos inusuales, fijados en el centro, con una válvula en cada extremo. Estos estaban disponibles con versiones estándar o de lujo. Se mantuvieron los motores JAP de levas en cabeza, los 250 cc JAP, y los 150 cc Villiers de dos tiempos. Justo antes de la guerra mundial, se lanzó una Cotton más pequeña y liviana con un motor de 122 cc Villiers 9D.
Cuando se introdujo el cuadro rígido triangulado en 1920, estaba adelantado a su tiempo. En 1939, cuando los bastidores con brazo basculante y resorte helicoidal habían comenzado a aparecer, los bastidores rígidos comenzaron a desaparecer. La marca de motocicletas Vincent había patentado un cuadro en voladizo (cantilever en inglés) en 1928.

## Después de la Segunda Guerra Mundial
Continuando con el trabajo de ingeniería que sostuvo la fábrica durante la Segunda Guerra Mundial, Cotton no volvió a regresar al mercado de las motocicletas al final de la guerra, pero luchó hasta la década de 1950, cuando FW Cotton decidió retirarse. La compañía se reconstituyó en 1953 como E. Cotton (Motorcycles) Ltd., en recuerdo de la primera esposa de Bill Cotton, Elsie Ellen. Los propietarios y gestores eran Pat Onions y Monty Denley.

## E. Cotton Motorcycles Ltd
Como antes, Cotton fabricó sus propios cuadros y compró el resto de componentes para el montaje. La primera máquina, producida hasta 1957, fue la Cotton Vulcan, con motor Villiers.
- En 1955 se lanzó la Cotton Cotanza utilizando un 242 cc motor Anzani, y un nuevo cuadro con suspensión trasera de «brazo basculante». El bastidor también se utilizó en un nuevo modelo Vulcan de 1955, equipado con un motor Villiers 9E y una caja de cambios de tres velocidades.
- En 1956 eso cambió a una caja de cambios de cuatro velocidades, y la Cotanza estuvo disponible con un 322 cc Anzani bicilindrico. Se lanzó un Cotton Trials, una versión simplificada de la Vulcan con neumáticos de competición y sin luces. La Vulcano original fue abandonada.
- El único cambio para 1957 fue un Villiers 2T bicilindrico agregado a la gama Cotanza.
- No hubo más cambios hasta 1959, cuando todos los modelos se equiparon con horquillas de eslabón principal Armstrong y se abandonó el Villiers 2T twin.

Otros modelos de Cotton incluyen Herald, Messenger, Double Gloster, Continental, Corsair y Conquest. Cotton se involucró en el motociclismo competitivo y, a fines de 1960, se dispuso de una gama de modelos de carretera, trial y scrambler.

### Competición en los sesenta
En 1961 se lanzó la scrambler 250 Cougar y se formó un equipo de carreras de fábrica, que incluía a pilotos como Bryan «Badger» Goss y John Draper. El motor de carreras Villiers Starmaker se introdujo en 1962, por lo que Cotton se lanzó a las carreras de carretera. El 247 cc Telstar road racer y Conquest se introdujeron en 1962 y 1964 respectivamente. Durante los dos años siguientes, las Cotton volvieron a ganar carreras.

### Pérdida de Villiers
Villiers se retiró del suministro de motores y Cotton se vio obligado a buscar motores en otros lugares. La moto de trial Cotton Cavalier usaba un motor Minarelli pero la producción era lenta. Cotton había vendido motocicletas de forma rentable en forma de kit, pero los cambios en la legislación resultaron perjudiciales.

## Cierre de la fábrica de Quay Street, Gloucester
La fábrica se trasladó a Stratton Road en 1970, diversificando la producción del Cotton Sturdy, un camión industrial de tres ruedas. Durante la siguiente década, la producción se trasladó varias veces y se las arreglaron para producir unas buenas máquina de carreras de 250 cc con motor Rotax. La dificultad de encontrar un suministro de motores después de la pérdida de Villiers se vio agravada por la aparición de motocicletas japonesas producidas en serie en la década de 1970.

## Cierre de la fábrica de Bolton
La fábrica se trasladó a Bolton en 1978 pero cerró en 1980. Después de una serie de exitosas exhibiciones de Cotton de la década de 1990 en el Museo Folclórico de Gloucester, se formó el Club de Propietarios de Cotton, donde se celebra un mitin cada verano.
En 2013 se dio a conocer una placa conmemorativa al nombre de Cotton, montada en la pared del City Folk Museum, que está cerca de la ubicación de la antigua fábrica en Quay Street, Gloucester.